# Dürrenstein (Pragser Dolomiten)
Der Dürrenstein (italienisch Picco di Vallandro) ist ein 2839 m hoher Berg in den Pragser Dolomiten in Südtirol (Italien). Er erhebt sich im Bergkamm zwischen dem Pragser Tal und dem Höhlensteintal und ist Teil des Naturparks Fanes-Sennes-Prags.
Der Dürrenstein ist in einer unschwierigen Bergtour, die allerdings Trittsicherheit erfordert, über das Almgebiet der Plätzwiese (rund 2000 m) mit der Dürrensteinhütte zu erreichen. Alternativ erfolgt der Aufstieg von der Passhöhe Im Gemärk auf einer Höhe von 1530 m. Der Dürrenstein ist vor allem auch im Winter ein sehr beliebtes Ziel für viele Skitourengeher oder Schneeschuhwanderer, welche entweder direkt von Brückele in Prags aus aufsteigen, oder von der Plätzwiese aus. Östlich vom Dürrenstein befindet sich der Gipfel der Helltaler Schlechten, auch diese sehr beliebt für Wintertouren.

Luftbild der Plätzwiese in den Pragser Dolomiten, im Hintergrund Dürrensteinmassiv, rechts hinten das Werk Pätzwiese und Monte Cristallo

## Einzelnachweis
1. ↑  Skitour auf den Dürrenstein